# Copa Confederacions 1997
La Copa FIFA Confederacions 1997 va ser la tercera edició de la Copa Confederacions, es va realitzar entre el 12 i el 21 de desembre de 1997, a l'Aràbia Saudita.
Aquesta edició del torneig la va guanyar el Brasil que va derrotar a la final a Austràlia per 6-0.

## Organització

### Seus
Tots els partits es van disputar a la ciutat de Riad, a l'Estadi Rei Fahd.

### Àrbitres
La llista d'àrbitres és la següent:
- Lucien Bouchardeau
- Javier Castrilli
- Nikolai Levnikov
- Saad Mane
- Ian McLeod
- René Ortube
- Ramesh Ramdhan
- Pirom Anprasert

## Participants
Els vuit participants del torneig són convidats oficialment per la FIFA. Aquests corresponen, en general, als campions dels diversos tornejos internacionals.
En aquesta edició hi participaren:
- Aràbia Saudita, com a país organitzador.
- Austràlia, com a campió de la Copa de Nacions de la OFC 1996.
- Brasil, com a campió de la Copa del Món de Futbol 1994.
- Emirats Àrabs Units, com a subcampió de la Copa d'Àsia 1996, a causa del fet que Aràbia Saudita era el país organitzador.
- Mèxic, com a campió de la Copa d'Oro de la CONCACAF 1996.
- República Txeca, com a subcampió de l'Eurocopa 1996, a causa del fet que Alemanya va ser el campió però va declinar la seva participació.
- Sud-àfrica, com a campió de la Copa d'Àfrica de Nacions 1996.
- Uruguai, com a campió de la Copa Amèrica 1995.

## Primera fase

### Grup A
| Equip          | Pts | PJ | PG | PE | PP | GF | GC | DG |
| -------------- | --- | -- | -- | -- | -- | -- | -- | -- |
| Brasil         | 7   | 3  | 2  | 1  | 0  | 6  | 2  | +4 |
| Austràlia      | 4   | 3  | 1  | 1  | 1  | 3  | 2  | +1 |
| Mèxic          | 3   | 3  | 1  | 0  | 2  | 8  | 6  | +2 |
| Aràbia Saudita | 3   | 3  | 1  | 0  | 2  | 1  | 8  | -7 |

### Grup B
| Equip               | Pts | PJ | PG | PE | PP | GF | GC | DG |
| ------------------- | --- | -- | -- | -- | -- | -- | -- | -- |
| Uruguai             | 9   | 3  | 3  | 0  | 0  | 8  | 4  | +4 |
| República Txeca     | 4   | 3  | 1  | 1  | 1  | 9  | 5  | +4 |
| Emirats Àrabs Units | 3   | 3  | 1  | 0  | 2  | 2  | 8  | -6 |
| Sud-àfrica          | 1   | 3  | 0  | 1  | 2  | 5  | 7  | -2 |

## Segona fase
|  | Semifinals            | Semifinals            |   |                       | Final                 | Final |
|  |                       |                       |   |                       |                       |       |
|  | Riad - 19 de desembre |                       |   |                       |                       |       |
|  | Brasil                | 2                     |   |                       |                       |       |
|  | República Txeca       | 0                     |   |                       |                       |       |
|  |                       |                       |   |                       |                       |       |
|  |                       |                       |   |                       | Riad - 21 de desembre |       |
|  |                       |                       |   |                       | Brasil                | 6     |
|  |                       | Austràlia             | 0 |                       |                       |       |
|  |                       |                       |   |                       |                       |       |
|  |                       |                       |   |                       |                       |       |
|  |                       |                       |   |                       | Tercer lloc           |       |
|  | Riad - 19 de desembre | Riad - 19 de desembre |   | Riad - 21 de desembre | Riad - 21 de desembre |       |
|  | Uruguai               | 0                     |   | República Txeca       | 1                     |       |
|  | Austràlia             | 1                     |   |                       | Uruguai               | 0     |

|  | Campió: Brasil Primer títol |

## Golejadors
| Jugador         | Selecció        | Gols |
| --------------- | --------------- | ---- |
| Romário         | Brasil          | 6    |
| Vladimír Šmicer | República Txeca | 5    |
| Ronaldo         | Brasil          | 4    |

## Premis
| Premi       | Jugador o equip  |
| ----------- | ---------------- |
| Pilota d'Or | Denílson         |
| Bota d'Or   | Romário (6 gols) |
| Fair Play   | Sud-àfrica       |